# Hesperilla crypsigramma
Hesperilla crypsigramma é uma espécie de borboleta da família Hesperiidae.